# Auguste de Morsier
Pour les articles homonymes, voir Morsier.
Auguste de Morsier, né le 11 décembre 1864 à Vernier et mort le 6 décembre 1923 à Plainpalais, est un féministe suisse.
Il est le premier président de l'Association suisse pour le suffrage féminin.

## Biographie

### Origines et famille
Auguste George de Morsier naît le 11 décembre 1864 à Vernier, dans le canton de Genève. Il est originaire de Genève.
Son père, Gustave de Morsier, est banquier ; sa mère, née Émilie Naville, est une féministe.
Il se marie à deux reprises : en 1889, à Blanche Claparède, fille d'un pasteur et soeur d'Edouard Claparède ; et en 1923 à Mélanie Mittendorff, également fille d'un pasteur.

### Parcours professionnel
Il a une formation d'ingénieur et exerce à Bühl, dans le canton de Berne, et à Genève.

### Parcours politique et militantisme
Il lutte, comme sa mère, pour l'abolition de la prostitution réglementée. Il dirige la Ligue française pour le relèvement de la moralité publique et milite pour la reconnaissance de droits politiques aux femmes. Membre du parti national-démocratique, il est député au Grand Conseil du canton de Genève de 1904 à 1910. 
Il crée en 1907 l'Association genevoise pour le suffrage féminin et en devient le premier président. Il est aussi le premier président de l'Association suisse pour le suffrage féminin, fonction qu'il exerce de 1909 à 1912, et son seul membre masculin à sa création. 
Il est l'auteur de plusieurs ouvrages féministes et pacifistes, dont Le droit des femmes et la morale intersexuelle (1903) et La paix par le droit et par la guerre (1915).